# Mandato di assistenza
Un writ of assistance (mandato di assistenza) era un ordine scritto emesso da un tribunale britannico nell'America coloniale che autorizzava i funzionari doganali a perquisire qualsiasi luogo, nave o persona sospettata di contrabbando. Questi mandati conferivano ampi poteri discrezionali ai funzionali, che spesso li abusavano per vessare i coloni e violare i loro diritti.

## Storia
I writs of assistance non erano nuovi nell'America coloniale. Erano già utilizzati in Gran Bretagna e risalivano al XVI secolo. Tuttavia, il loro uso divenne più diffuso e controverso nel XVIII secolo, con l'aumento del contrabbando nelle colonie.
I writs of assistance permettevano ai funzionari doganali di perquisire qualsiasi luogo, senza la necessità di un mandato specifico, sequestrare qualsiasi merce sospetta di contrabbando ed arrestare chiunque fosse sospettato di essere coinvolto nel contrabbando. I mandati non richiedevano prove specifiche di contrabbando e non specificavano i luoghi da perquisire. Questo rendeva i writs of assistance un potente strumento di controllo e oppressione nelle mani dei funzionari britannici.

## Controversie
I coloni americani consideravano i writs of assistance una violazione dei loro diritti di proprietà e di privacy. Le perquisizioni indiscriminate e l'abuso di potere da parte dei funzionari doganali alimentarono il risentimento verso la Corona britannica.
Un caso emblematico che illustra la controversia attorno ai writs of assistance fu il caso John Hancock del 1768. La nave di Hancock, la Liberty, fu perquisita dai funzionari doganali britannici in base a un writ of assistance. Hancock si oppose alla perquisizione, sostenendo che violava i suoi diritti. Il caso scatenò proteste e indignazione tra i coloni e contribuì ad alimentare il movimento per l'indipendenza americana.

## Conseguenze
I writs of assistance rappresentarono un simbolo del potere oppressivo della Corona britannica e alimentarono il desiderio di indipendenza tra i coloni americani. La controversia attorno a questi mandati contribuì a unire i coloni nella loro lotta contro la madrepatria. Sono un importante capitolo della storia americana e un esempio di come l'abuso di potere da parte del governo possa portare alla resistenza e alla ribellione. La lotta contro i writs of assistance ha contribuito a gettare le basi per la democrazia americana e per il principio fondamentale della protezione dei diritti individuali.